# Abdullahi Ibrahim Alhassan
Abdullahi Ibrahim Alhassan (Kano, 3 novembre 1996) è un calciatore nigeriano, centrocampista del Leixões.

## Caratteristiche tecniche
È un trequartista.

## Carriera

### Club
È cresciuto nelle giovanili del Wikki Tourists.
Nel 2017 è stato acquistato in prestito dall'Austria Vienna.

### Nazionale
Ha esordito con la nazionale nigeriana il 1º giugno 2017 in un'amichevole vinta 3-0 contro il Togo.

## Statistiche

### Presenze e reti nei club
Statistiche aggiornate al 30 ottobre 2017.
| Stagione        | Squadra         | Campionato      | Campionato | Campionato | Coppe nazionali | Coppe nazionali | Coppe nazionali | Coppe continentali | Coppe continentali | Coppe continentali | Altre coppe | Altre coppe | Altre coppe | Totale | Totale | Totale |
| Stagione        | Squadra         | Comp            | Pres       | Reti       | Comp            | Pres            | Reti            | Comp               | Pres               | Reti               | Comp        | Pres        | Reti        | Pres   | Reti   |        |
| --------------- | --------------- | --------------- | ---------- | ---------- | --------------- | --------------- | --------------- | ------------------ | ------------------ | ------------------ | ----------- | ----------- | ----------- | ------ | ------ | ------ |
| 2015-2016       | Wikki Tourists  | PL              | 5          | 2          | CN              | 0               | 0               |                    | -                  | -                  |             | -           | -           | 5      | 2      |        |
| 2015-2016       | Akwa Utd        | PL              | 16         | 12         | CN              | 0               | 0               |                    | -                  | -                  |             | -           | -           | 16     | 12     |        |
| 2017-2018       | Austria Vienna  | BUN             | 6          | 1          | CA              | 2               | 1               | UEL                | 1                  | 0                  |             | -           | -           | 9      | 1      |        |
| Totale carriera | Totale carriera | Totale carriera | 27         | 15         |                 | 2               | 1               |                    | 1                  | 0                  |             | -           | -           | 30     | 16     |        |

### Cronologia presenze e reti in nazionale
| Cronologia completa delle presenze e delle reti in nazionale ― Nigeria | Cronologia completa delle presenze e delle reti in nazionale ― Nigeria | Cronologia completa delle presenze e delle reti in nazionale ― Nigeria | Cronologia completa delle presenze e delle reti in nazionale ― Nigeria | Cronologia completa delle presenze e delle reti in nazionale ― Nigeria | Cronologia completa delle presenze e delle reti in nazionale ― Nigeria | Cronologia completa delle presenze e delle reti in nazionale ― Nigeria | Cronologia completa delle presenze e delle reti in nazionale ― Nigeria |
| Data                                                                   | Città                                                                  | In casa                                                                | Risultato                                                              | Ospiti                                                                 | Competizione                                                           | Reti                                                                   | Note                                                                   |
| ---------------------------------------------------------------------- | ---------------------------------------------------------------------- | ---------------------------------------------------------------------- | ---------------------------------------------------------------------- | ---------------------------------------------------------------------- | ---------------------------------------------------------------------- | ---------------------------------------------------------------------- | ---------------------------------------------------------------------- |
| 1-6-2017                                                               | Saint-Leu-la-Forêt                                                     | Nigeria                                                                | 3 – 0                                                                  | Togo                                                                   | Amichevole                                                             | -                                                                      | 83’                                                                    |
| Totale                                                                 |                                                                        | Presenze                                                               | 1                                                                      |                                                                        | Reti                                                                   | 0                                                                      |                                                                        |

## Palmarès

### Club

#### Competizioni nazionali
- Segunda Liga: 1

Nacional: 2019-2020